# Bluesteam
Bluesteam je slovenska blues glasbena skupina.
Skupino sestavljajo kitarist in pevec folk rock skupine Hiša Andrej Guček ter bobnar Iztok Pepelnjak, basist Simon Jurečič pa prihaja iz mariborske popjazz zasedbe Supersoniq. Kot gosta nastopata Robert Ivačič na orglicah in Miloš Simić na električni violini.
Repertoar skupine sestavljajo priredbe blues in boogie klasik (Memphis Slim, B.B. King, Robben Ford, Lynyrd Skynrd, Stevie Ray Vaughan, Muddy Waters idr.) 